# Sport w Kwidzynie
W mieście wybudowane są 3 hale widowiskowo-sportowe (na hali przy ulicy Mickiewicza swoje treningi i mecze rozgrywa drużyna koszykarska Bank BPS Basket Kwidzyn i drużyna szczypiornistów MMTS Kwidzyn), a także kompleks sportowy, w którego skład wchodzą: 3 trawiaste boiska piłkarskie, stadion lekkoatletyczny, basen odkryty, korty tenisowe i ściana tenisowa treningowa, wielofunkcyjne boisko asfaltowe do gier zespołowych, 5 boisk do siatkówki, 5 torów do gry w bocce, skate park oraz rampa dla łyżworolek i deskorolek, a także pole golfowe. W innej części miasta mieści się basen miejski oraz liczne mniejsze kompleksy sportowe. Przez miasto wielokrotnie przebiegała trasa wyścigów kolarskich Tour de Pologne. W 2006 roku w Kwidzynie odbyły się Mistrzostwa Europy w Enduro, natomiast w czerwcu 2008 miały miejsce mistrzostwa świata World Enduro Championship 2008 (Grand Prix Maxxis of Poland). Na obrzeżach miasta mieści się stadnina koni wraz z hipodromem do pokazów konnych. Kwidzyn ma też oprócz szlaków rowerowych (o ponad 150km trasie) swój szlak kajakowy. Trasa szlaku rozpoczyna się koło Prabut nad jeziorem Dzierzgoń i dalej prowadzi do jeziora Liwieniec (rezerwat ornitologiczny). Poniżej tych jezior, licznymi zakolami, dociera do Kwidzyna. Na terenie miasta znajdują się również dwa tory gokartowe, a kolejny, dużo większy budowany będzie w roku 2009 na jego obrzeżach.

## Koszykówka
- piłka koszykowa - mężczyźni - Bank BPS Basket Kwidzyn - Ekstraligowy zespół w Dominet Bank Ekstraliga (w sezonie 2006/2007 awans do ekstraklasy)

## Piłka ręczna
- piłka ręczna - mężczyźni - MMTS Kwidzyn - zespół Ekstraklasy w sezonie 2007/2008
- piłka ręczna - mężczyźni - SKPR USAR Kwidzyn - zespół II Ligi w sezonie 2018/2019
- piłka ręczna - kobiety - MMTS Kwidzyn - zespół I Ligi w sezonie 2007/2008

## Piłka nożna
- piłka nożna - mężczyźni - KKS Rodło Kwidzyn - zespół III Ligi 2 gr. w sezonie 2007/2008

## Inne
- Kwidzyński Klub Motorowy
- lekkoatletyka - Rodło LA Kwidzyn
- podnoszenie ciężarów - LKS Nadwiślanin Kwidzyn
- sekcja pływacka - MTS Kwidzyn
- Minigolf Club Kwidzyn

W mieście planowanych jest kilka inwestycji sportowych na najbliższe lata. Najważniejszymi z nich jest budowa aqua parku połączonego z nowoczesną halą widowiskowo-sportową oraz budowa toru gokartowego.